# Parigi-Bruxelles 1956
La Parigi-Bruxelles 1956, quarantaduesima edizione della corsa, si svolse il 22 aprile 1956 su un percorso di 291 km, con partenza da Parigi e arrivo a Bruxelles. Fu vinta dal belga Rik Van Looy della Faema-Guerra davanti al francese Bernard Gauthier e al belga Rik Van Steenbergen.

## Ordine d'arrivo (Top 10)
| Pos. | Corridore           | Squadra               | Tempo    |
| ---- | ------------------- | --------------------- | -------- |
| 1    | Rik Van Looy        | Faema-Guerra          | 8h59'12" |
| 2    | Bernard Gauthier    | Mercier-BP-Hutchinson | a 44"    |
| 3    | Rik Van Steenbergen | Elve-Peugeot          | a 49"    |
| 4    | Germain Derycke     | Faema-Guerra          | s.t.     |
| 5    | Wim van Est         | Faema-Guerra          | s.t.     |
| 6    | Stan Ockers         | Elve-Peugeot          | s.t.     |
| 7    | Alfons Vandenbrande | Libertas-Huret        | s.t.     |
| 8    | Briek Schotte       | Faema-Guerra          | s.t.     |
| 9    | Fred De Bruyne      | Mercier-BP-Hutchinson | s.t.     |
| 10   | Willy Truye         | Mercier-BP-Hutchinson | s.t.     |